# Oratorio di San Luigi Gonzaga (Clusone)
L'oratorio di San Luigi Gonzaga, o chiesa di San Luigi Gonzaga, si trova a Clusone, in val Seriana in provincia di Bergamo. L'edificio, di origine settecentesca, si affaccia sul sagrato della basilica di Santa Maria Assunta, ed è posto di fianco all'oratorio dei Disciplini di Clusone.

## Storia
La costruzione dell'edificio avvenne nel 1796, sopra l'antico cimitero parrocchiale e venne intitolato a san Luigi Gonzaga. Inizialmente fu destinato come luogo di riunione e di culto della Congregazione Giovanile Cristiana, un gruppo di giovani riuniti per la catechesi. Dopo il 10 novembre 1808 quando la Congregazione  per la Gioventù maschile e femminile fu sospesa, l'oratorio fu temporaneamente usato dalla Congregazione di carità per poi tornare al suo primitivo utilizzo dopo il 1815. Le congregazioni celebravano annualmente, con grande solennità e con una processione, la festa di san Luigi Gonzaga, nominato protettore dei giovani e degli studenti nel 1726 da Papa Benedetto XIII. Nel 1856 l'oratorio fu restaurato ed ingrandito, con la sistemazione anche dell'edificio sottostante, il vecchio Carnér cimiteriale. 
Nel 1903, con la costruzione del nuovo Oratorio ricreativo maschile, la chiesetta rimase inutilizzata e si pensò di adibirla a sede  del Sepolcro-Compianto fantoniano, con le sue sette statue lignee rimaste senza sede dopo la demolizione della cappelletta che le ospitava, sotto il portico dell'Oratorio dei Disciplini. A tale scopo la chiesa di san Luigi fu modificata, con l'apertura di due finestre sulla facciata, la demolizione della bussola esterna e  la sistemazione delle pareti interne. Successivamente l'edificio diventò un deposito di arredi e di opere d'arte. Solo nel 2003, con un nuovo radicale restauro della chiesa e delle opere interne, l'Oratorio di san Luigi fu riaperto ed utilizzato come cappella invernale. La retrostante sagrestia divenne la sede del Centro di documentazione per l'Archivio Storico parrocchiale, dotato di una piccola biblioteca per le ricerche storiche locali.

## Descrizione

### Esterno
La facciata è ripartita da quattro lesene, due agli estremi e due più centrali, che la dividono in tre settori verticali; le due laterali sono leggermente arretrate rispetto a quelle centrali e ospitano due finestre in contorno di muratura con inferriate. Il settore centrale ospita il portale d'ingresso con contorno in pietra e, sopra di esso, in alto, si nota una finestra ad arco che contribuisce ad illuminare l'interno della chiesa.
La facciata è conclusa da un cornicione dalle linee settecentesche che segue l'andamento della facciata con un piccolo accenno a timpano arcuato al centro.

### Interno
L'edificio presenta una pianta rettangolare e all'interno vi sono un'unica navata e campata.
Sulla parete di fondo si apre una piccola cappella, con volta a botte, in cui è posizionato l'altare maggiore.
La pavimentazione interna è in cotto, a piastrelle quadrate e disposte diagonalmente rispetto all'asse della chiesa perché, trattandosi di uno spazio abbastanza ristretto, permettono di avere la percezione ottica di un ambiente più ampio.
La soffittatura è a padiglione, intonacata e con al centro un affresco, attribuito al pittore clusonese Giovanni Brighenti raffigurante il passo evangelico in cui Gesù  dice lasciate che i fanciulli vengano a me; al centro si trova infatti, il Salvatore attorniato dai suoi discepoli e da bambini.

### Opere
All'interno sono conservate opere di particolare interesse:

#### Pala della Vergine, san Luigi e san Francesco di Sales
Inizialmente attribuita a Lattanzio Querena, durante il restauro ha rilevato una firma appena accennata, quella di Vincenzo Angelo Orelli.
Nella parte alta della tela, che si trova sull'altare maggiore, è rappresentata la Vergine Immacolata con la falce lunare e il serpente calpestato sopra il Mondo (riferimenti chiari al libro della Genesi e quello dell'Apocalisse). Sulla sinistra in basso, invece, si può notare la Raffigurazione del patrono della chiesa, San Luigi Gonzaga, colto nell’atto di offrire alla Vergine un giglio, simbolo di purezza. Accanto a lui sono presenti dei giovani della congregazione cristiana in preghiera e uno di loro tiene in mano un testo utilizzato nella catechesi. In alto a destra è raffigurato San Francesco di Sales con il vestito episcopale e il pastorale.

#### La cacciata dei profanatori dal tempio

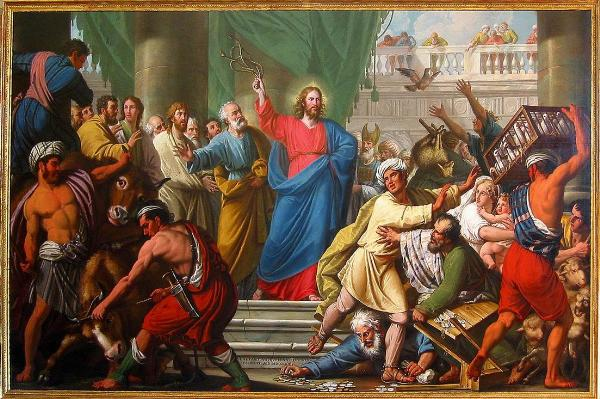
Cacciata dei profanatori dal Tempio - Lattanzio Querena

L'opera è una grande pittura su tela del clusonese Lattanzio Querena, realizzata nel 1813. Il dipinto rappresenta Gesù mentre caccia i mercanti dal tempio.

#### La Pentecoste
Entrando nella chiesa, sulla parete sinistra, si nota la tela attribuita al pittore clusonese Domenico Carpinoni risalente al 1650-1656. La grande tela (277x195cm) rappresenta la discesa dello Spirito Santo sugli apostoli e su Maria Vergine. L'opera è caratterizzata da tonalità di colore molto scure e tetre e forti accenti chiaroascurali che la collocano nella tarda produzione del Carpinoni. La tela è stata commissionata dalla famiglia Gadaldini come si rileva grazie allo stemma apposto sulla tela.

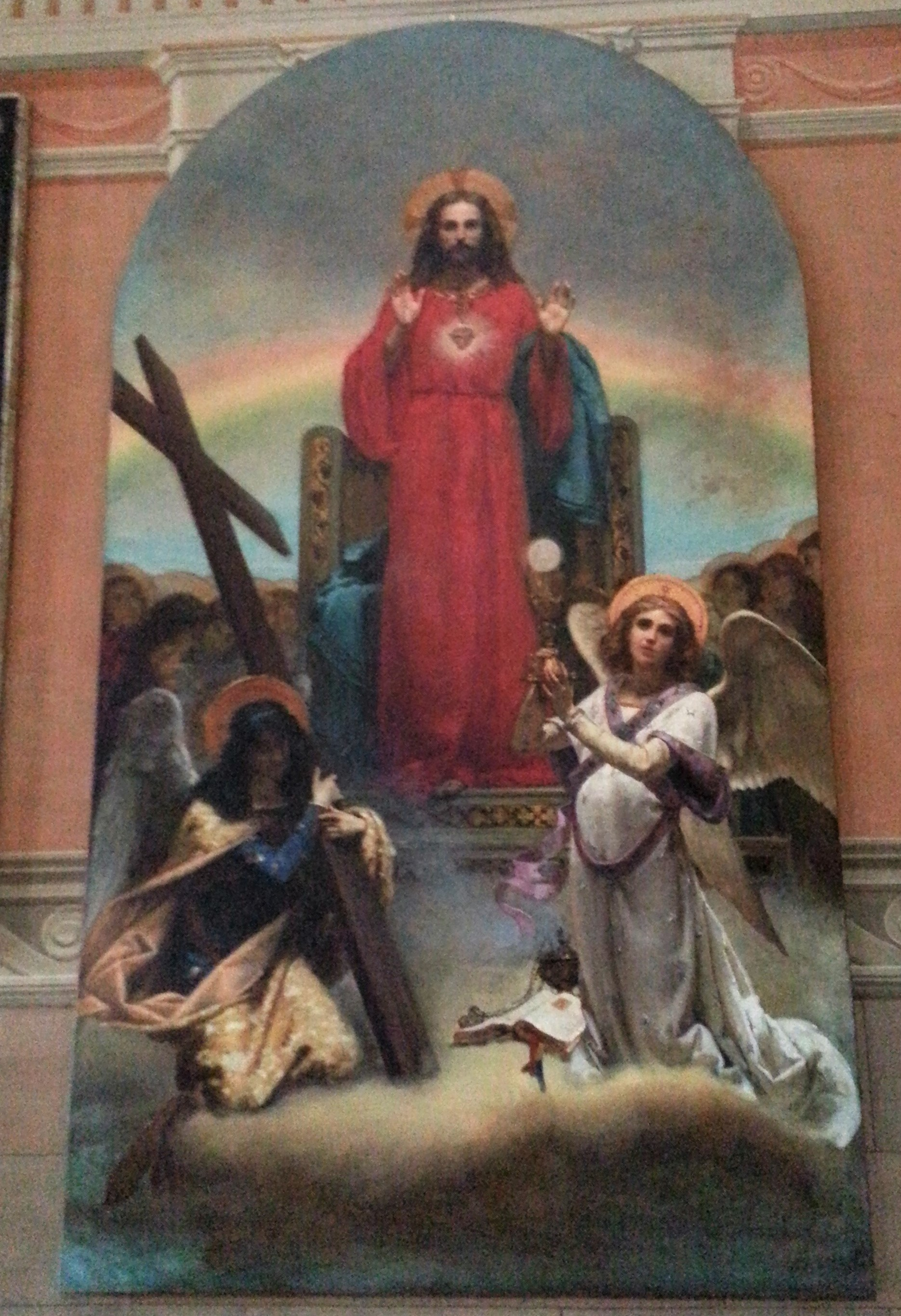
Pala del Sacro Cuor -Ponziano Loverini

#### Pala del Sacro Cuore
Accanto alla tela del Carpinoni è possibile ammirare la pala di Ponziano Loverini, celebre artista del XIX secolo, nonché direttore dell’Accademia Carrara di Bergamo di quel tempo. L’opera, risalente alla fine dell'Ottocento, fu commissionata dalla parrocchia di Clusone nel 1882 per essere posta sull'altare maggiore durante il mese di Giugno, mese dedicato al Sacro Cuore di Gesù.

#### Trono processionale di San Luigi Gonzaga
Nell'angolo di sinistra è possibile notare il trono processionale di San Luigi Gonzaga, realizzato nel 1891, in occasione del terzo centenario della morte del santo, dalla bottega degli scultori e intagliatori Manzoni di Bergamo su disegno dell'architetto Virginio Muzio. Il trono fu utilizzato durante le processioni dedicate al patrono della chiesa, processione che, fino al 1960, è stata considerata dagli abitanti di Clusone un evento religioso di rilevante importanza e significato. Il trono è collocato sulla propria base originale, caratterizzata da particolari in oro raffiguranti il santo.

#### Trono processionale della Madonna del Rosario
Nell’angolo opposto è collocato il trono della Madonna del Rosario; la statua della Vergine non è quella originale che è stata, infatti, sostituita da un'altra, di dimensioni minori, raffigurante la Madonna Addolorata. Il trono è stato prodotto da una bottega di intagliatori in legno di Clusone, la bottega dei Rossi. Attorno alla statua della Madonna è possibile ammirare dei putti fantoniani.

#### Affresco sul soffitto
L'affresco sul soffitto rappresenta il passo in cui Gesù dice lasciate che i fanciulli vengano a me. Al centro infatti si trova il Salvatore attorniato dai suoi discepoli e da bambini.
Si tratta di un'opera poco nota di Giovanni Brighenti, esponente dell'omonima famiglia di pittori. Ha realizzato affreschi e dipinti su tela, per diverse chiese nella bergamasca e nella val Seriana. La sua è una pittura attenta e rigorosa al classicismo, con ricchezza cromatica, e che aderisce al testo biblico.